# Monroe, Utah
Monroe är en ort i Sevier County i Utah. Vid 2010 års folkräkning hade Monroe 2 256 invånare.